# رندولف (پنسیلوانیا)
رندولف (به انگلیسی: Randolph) یک منطقهٔ مسکونی در ایالات متحده آمریکا است که در شهرستان سامرست، پنسیلوانیا واقع شده‌است. رندولف ۵۷۶٫۹۹ متر بالاتر از سطح دریا واقع شده‌است.